# クレオメネス3世

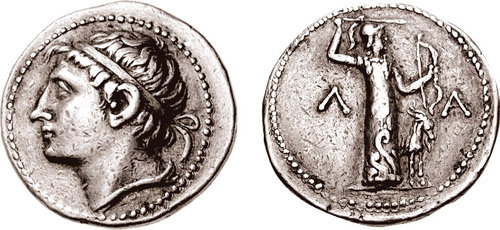
クレオメネス3世の肖像（左）を刻んだテトラドラクマ銀貨。

クレオメネス3世 (古代ギリシア語: Κλεομένης、紀元前219年没) は、アギス朝のスパルタ王 (在位: 紀元前235年 - 紀元前222年)。父レオニダス2世の跡を継ぎ、スパルタの改革を試みた。
紀元前229年から紀元前222年にかけて、シュキオンのアラトス率いるアカイア同盟と戦った。しかし紀元前222年にセッラシアの戦いでアカイア軍に敗れ、プトレマイオス朝エジプトに逃れた。しかし軟禁状態に置かれたため、紀元前219年に脱出と反乱を試みて失敗し、自殺した。

## 前半生
クレオメネス3世は、後のアギス朝スパルタ王レオニダス（2世）とクラテシクレイアの間に生まれた。生年は分かっていないが、歴史家のピーター・グリーンは紀元前265年から紀元前260年の間と推定している。
紀元前242年ごろ、レオニダスはエウリュポン朝のスパルタ共同王アギス4世の改革に反対するも敗れ、追放されてアテナ神殿に逃げ込んだ。彼に代わり、クレオメネスの従兄弟にあたり、アギスの支持者だったクレオンブロトス2世がアギス朝の王となった。しかしアギスがコリントス地峡方面へ遠征に出かけたことで、レオニダスに挽回の好機が訪れた。彼はすぐさまクレオンブロトスを廃位し、アギスの後を追った。アギスは逃れようとしたものの捕まり、一族もろとも処刑された。
アギスの処刑後、当時18歳前後であったクレオメネスは、父レオニダスの命によりアギスの裕福な未亡人で女相続人だったアギアティスと結婚させられた。伝承によれば、クレオメネスは狩猟の最中に、直ちにスパルタへ戻れというレオニダスの命令を受けた。彼が街に戻ると、既にスパルタは婚礼に向けた装飾の真っ最中だった。クレオメネスはレオニダスに誰が結婚するのかと尋ねたところ、それは自分自身であることを知らされた。クレオメネスは父が処刑したアギスの妻をめとることに疑念を抱いたが、婚礼はそのまま実施された。

## スパルタ王即位
紀元前235年、クレオメネスは父レオニダスの死にともないスパルタ王位を継いだ。すると彼は、かつてのアギスに習いスパルタの改革を始めた。一方そのころ、シュキオンのアラトス率いるアカイア同盟は、ペロポネソス半島全域の統一をもくろんでいた。レオニダスの死を知ったアラトスは、国境のアルカディアの都市群を攻撃した。プルタルコスによれば、これはスパルタの衰えを推し量るための作戦だった。
紀元前229年、アエトリア同盟を構成するテゲア、マンティネア、カピュアイ、オルコメノスといった都市がスパルタの味方に付いた。ポリュビオスやウィリアム・スミスは、クレオメネスがこれらの都市を裏切って制圧したと主張しているが、プルタルコスのスパルタの記述を翻訳したリチャード・タルバートは、クレオメネスは諸都市の自発的な要請に応じたのだと主張している。同年の後半、スパルタの監督官たちは、メガロポリスとの国境沿いにあり係争中だったアテナイオン砦を制圧するべくクレオメネスを向かわせた。これに対し、アカイア同盟は会議を開き、スパルタとの開戦を決定した。アラトスはスパルタがアテナイオンの防衛を固めていることへの報復としてテゲアとオルコメノスへ夜襲をかけたが、市内の内通者との連携がうまくいかず失敗し、夜襲の事実を悟られないように撤退した。
しかしクレオメネスはアカイア同盟軍が夜襲を試みていたことに気づき、アラトスに遠征の目的を問いただした。アラトスが、クレオメネスのアテナイオン要塞化を止めるためだと返答すると、クレオメネスは「差し支えなければ、なぜあなたたちが松明と梯子を持ってきたのか、理由を書き送ってくれないだろうか。」と返した。

## クレオメネス戦争
クレオメネスはアルカディアに進軍したが、監督官たちに呼び戻された。しかしアラトスがカピュアイを占領すると、監督官たちはまたクレオメネスを送り出した。クレオメネスは5000人の兵を率いてアルゴス領を荒らしまわったが、パランティオンでアカイア同盟の新たな将軍アルゴスのアリストマコス率いる歩兵2万人と騎兵1000人の大軍と遭遇した。顧問としてアカイア軍に帯同していたアラトスは、アリストマコスに助言してアカイア軍を退却させた。この数の差ではスパルタ軍には勝てないというのがアラトスの計算であり、スミスも2万人のアカイア人では5000人のスパルタ人に敵わないとしている。
この成功で大いに勇気づけられたクレオメネスは、アラトスがスパルタの同盟者エーリスを攻撃していると聞くや救出に向かった。スパルタ軍はリュケイオン山付近でアカイア軍を捕捉し、蹂躙した。しかしアラトスは、この戦闘で自分が死んだという噂を逆手に取り、不意を突いてマンティネアを制圧した。これによりスパルタ陣営には厭戦気分が高まり、クレオメネスの戦争遂行に反発が出るようになった。
この頃、アギス4世とアギアティスの息子でエウリュポン朝のスパルタ王だったエウダミダス3世が死去した。クレオメネスはエウダミダスの叔父でアギス処刑時にメッセネへ亡命していたアルキダモス5世を呼び戻し、王位につけた。しかしアルキダモスは、スパルタに帰って間もなく暗殺された。暗殺劇にクレオメネスが関与していたか否かは不明で、ポリュビオスは彼の命令によるものだとしているが、プルタルコスはこれを否定している。
クレオメネスは監督官たちを買収して遠征の継続を認めさせ、メガロポリス領に侵攻してレウクトラ村を包囲した。この包囲軍をアラトス率いるアカイア軍が攻撃し、一旦はスパルタ軍を追い払った。しかし騎兵隊を率いるメガロポリスのリダイダスがアラトスの命令に逆らいスパルタ軍を追撃してしまった。アカイア軍騎兵が険しい地形に入り散らばったところへ、クレオメネスの散兵が反撃を仕掛けた。アカイア騎兵を破った勢いでスパルタ軍はアカイア軍本隊に襲い掛かり、蹴散らした。
立て続けの勝利で自身の基盤を固めたクレオメネスは、監督官に対する陰謀を画策し始めた。義父の支持を取り付けた彼は、旋風のように突如として敵対者に対する遠征を実施し、疲弊した監督官たちがアルカディアに留まりたいと言ってくると、クレオメネスは彼らを置いてスパルタに帰り、改革を始めた。街についたクレオメネスは、まず忠実な部下を放って監督官たちを襲わせた。5人の監督官のうち4人は暗殺されたが、5人目のアギラエオスは脱出して神殿に逃げ込み助かった。監督官の排除に成功したクレオメネスは、いよいよ自身の改革に着手した。

## 改革
王の政治権力を妨害する監督官たちの排除に成功したクレオメネスは、リュクルゴスという者を立法者に取り立て、自分の猛烈な改革遂行を認めさせた。まず彼は自身の持つすべての土地を国家に納めた。彼の義父や友人たち、そして残る市民も後に続いた。その後クレオメネスは、国のもとに集めた土地を、4000人の新市民（アギスの改革の際には4500人）に均等に再分配した。その半分は亡命していたかつての市民で、残り半分の大部分はスパルタ軍と共に戦った傭兵であった。また中には、スパルタに貢献したペリオイコイも含まれており、彼らは土地を与えられ市民の仲間入りをした。この4000人の増員により、減少していたスパルタ市民の層は厚みを取り戻した。
ヘイロータイについては、もともと持ち分地ごとに毎年の収穫高に左右されていた税収の量を、一定の量に定めさせた。またクレオメネスは4,000人の重装歩兵を訓練し、かつてのスパルタの軍事と社会規律を復興した。
スパルタ市民の子どもは厳しいアゴーゲー（スパルタ教育）を課され、大人の市民も訓練させられ、普段から軍事的な枠組みの共同体で暮らすことを求められた。さらに、クレオメネスは新設した軍を、一世紀前にカイロネイアの戦いでアテネ・テーベ軍を破ったマケドニア軍の方式に習わせると宣言した。例えば彼が導入したマケドニア式のサリッサ（5メートルの長槍）は、その後2年間のスパルタの戦争で猛威を振るった。改革の仕上げに、クレオメネスはエウリュポン朝の王統に弟エウクレイダスを据え、スパルタの二王をアギス朝出身者で独占した。

## マケドニアの介入
紀元前226年、マンティネア市民が街からアカイア同盟の守備隊を追い払ってくれるようクレオメネスに要請してきた。クレオメネスは兵を率いて夜にマンティネアに忍び込み守備隊を駆逐すると、そのまま近くのタゲアに進軍した。さらにスパルタ軍はそこからアカイアへ進撃した。同盟軍との会戦を求めていたクレオメネスはディメに進軍し、アカイア軍の主力と対峙した。この戦いでスパルタ軍はアカイア同盟のファランクスを壊滅させ、多くの敵兵を殺し捕虜とした。さらにクレオメネスはLasiumの街を征服し、エーリス人に贈った。
しかし寡頭制を取るスパルタでは、クレオメネスの改革への反発があった。また彼の快進撃は、逆に彼に対する敵意がペロポネソス半島中に広まることにつながった。クレオメネスは、コリントスなど戦略的要地を征服していった。クレオメネスの改革は打ち負かした人々に適用されることはなかったが、それでも彼の軍事的成功に大きく貢献していた。実際、一部のアカイア人はクレオメネスの改革に含まれる債務免除や土地の均等分配に憧れていた。しかしクレオメネスは征服した人々に関心を寄せなかった。クレオメネスはアラトスと交渉を始めたものの、両者間の憎悪感情があまりに大きく、合意に至ることはできなかった。
この外交的失敗の後、アラトスはマケドニア王アンティゴノス3世と交渉し、彼を対スパルタ戦争に引き込んだ。しかしマケドニア軍は何度もスパルタの防衛線を破ってコリントス地峡のレカイオンを目指そうとしたものの果たせず、多大な損害を被った。しかしこの時アルゴスがスパルタに対し反乱を起こした。クレオメネスはこちらに2000人の兵を送った結果、コリントス地峡を放棄しマンティネアに撤退せざるを得なくなった。この時点でクレオメネスは後退するしかなくなり、マケドニア軍はアルカディアまで侵攻してきた。
ピーター・グリーンによると、クレオメネスがプトレマイオス朝エジプトのプトレマイオス3世から資金援助を受けて傭兵を維持していることを知ったアンティゴノス3世は、プトレマイオス3世に小アジアの領土の一部を譲り、引き換えにスパルタへの資金援助を止めさせた。その後、クレオメネスはメガロポリスに入ってこれを破壊し、アルゴス領を荒らした。しかしこうした軍事行動も戦局には影響せず、マケドニア軍に会戦を避けられ続けるスパルタ軍の敗北は不可避となっていった。紀元前222年のセッラシアの戦いで、マケドニア騎兵がスパルタ騎兵を破ったことで、スパルタ軍は敗れた。スパルタのファランクスはより層の厚いマケドニアのファランクスにより全滅に近い被害をこうむり、逃れられたスパルタ人はクレオメネスをはじめ僅かしかいなかった。

## 亡命と死
マケドニア・アカイア軍に敗れたクレオメネスは、市民にアンティゴノス3世へ降伏するよう命じた後、自らはエジプトのアレクサンドリアに逃れ、再起を期して同盟者プトレマイオス朝を頼った。
しかし間もなくプトレマイオス3世が死去し、跡を継いだプトレマイオス4世はクレオメネスを無視したばかりでなく、次第に彼を軟禁状態に置くようになった。紀元前219年、クレオメネスは友人たちと図って、脱出と反乱の扇動を試みた。しかしアレクサンドリア市民がなびかないと悟ると、クレオメネスは再び捕らえられる前に自殺した。一時はペロポネソス半島全域を征服しながら非業の死を遂げたクレオメネスについて、ウィリアム・スミスは「最後の真に偉大なスパルタ人であり、そしてフィロポイメンを除けば、（最後の）ギリシア人」という評価を与えている。

### 一次史料
- Plutarch, translated by Richard Talbert, (1988). Life of Agis. New York: Penguin Classics. ISBN 0-14-044463-7.
- Plutarch, translated by Richard Talbert, (1988). Life of Cleomenes. New York: Penguin Classics. ISBN 0-14-044463-7
- Plutarch, translated by Richard Talbert, (1988).  Plutarch on Sparta. New York: Penguin Classics. ISBN 0-14-044463-7
- Polybius, translated by Frank W. Walbank, (1979). The Rise of the Roman Empire. New York: Penguin Classics. ISBN 0-14-044362-2
- Pausanias; W. H. S. Jones (trans.) (1918). Description of Greece. Cambridge, Massachusetts: Harvard University Press

### 二次史料
- Paul Cartledge and Anthony Spawforth (1989). Hellenistic and Roman Sparta : A tales of two cities. London . Rooledge. ISBN 0-415-07144-5
- Green, Peter (1990). Alexander to Actium: The Historical Evolution of the Hellenistic Age. Los Angeles: University of California Press. ISBN 0-500-01485-X

- この記事には現在パブリックドメインである次の出版物からのテキストが含まれている: Smith, William, ed. (1870). Dictionary of Greek and Roman Biography and Mythology (英語). {{cite encyclopedia}}: |title=は必須です。 (説明)
- この記事にはアメリカ合衆国内で著作権が消滅した次の百科事典本文を含む: Chisholm, Hugh, ed. (1911). “Cleomenes”. Encyclopædia Britannica (英語). Vol. 6 (11th ed.). Cambridge University Press. p. 494.